# Casandrino
Casandrino község (comune) Olaszország Campania régiójában, Nápoly megyében.

## Fekvése
Nápolytól 11 km-re északra fekszik. Határai: Arzano, Grumo Nevano, Melito di Napoli, Nápoly és Sant’Antimo.

## Története
Eredete a római időkre nyúlik vissza, amikor Rómából származó telepesek kezdtek el építkezni ezen a mezőgazdaságilag termékeny vidéken. A későbbiekben előbb a Nápolyi Hercegség, majd a Nápolyi Királyság része lett.
Napjainkban Casandrino legfőbb problémája camorra bűnszervezet megtelepedése a városban.

## Népessége
A népesség számának alakulása:

### Vallási élet
A helyi vallásos élet jellegzetességét egy 1,45 m magas szobor, a Madonna dell'Assunta imádása jelenti, amely a korai keresztényüldözések során került Casandrinóba. A szobrot először Apollón templomában helyezték el, majd ezt elbontották és egy templomot építettek a helyére.

## Főbb látnivalói
- Palazzo Migliaccio
- Maria SS. Assunta in Cielo-templom
- Madonna dell’Immacolata-templom